# Station Heerhugowaard
Station Heerhugowaard is een spoorwegstation in Heerhugowaard aan lijn K (Den Helder – Amsterdam). Het huidige station heeft 2 perronsporen, ten noorden van het station ligt de aansluiting met de lijn Heerhugowaard – Hoorn.

## Geschiedenis
- SS vijfde klasse, 1862-1967 (gesloopt)
- Standaardstation van architect Cees Douma, 1967-1989 (anno 2006 in gebruik als snackbar).
- Nieuw station met ronde wachtkamer aan de zijde met de meeste bebouwing. De architect van dit station is Rob Steenhuis.

Het station heette tussen 1948 en 1976 Heerhugowaard-Broek op Langedijk, de langste stationsnaam in de Nederlandse spoorweggeschiedenis.

## Treinen
Heerhugowaard heeft zeer goede verbindingen binnen de provincie Noord-Holland. Zowel in de richting Den Helder (noordelijk), Hoorn (oostelijk) als in de richtingen Alkmaar, Castricum, Zaandam, Amsterdam en Haarlem (zuidelijk). Provincie-overschrijdende steden waar Heerhugowaard verbindingen mee heeft zijn onder andere Utrecht, Arnhem, Nijmegen, Eindhoven en Maastricht.
| Serie | Treinsoort     | Route | Bijzonderheden |
| ----- | -------------- | --- | --- |
| 2700  | Intercity (NS) | Maastricht – Sittard – Roermond – Weert – Eindhoven Centraal – 's-Hertogenbosch – Utrecht Centraal – Amsterdam Centraal – Alkmaar – (Heerhugowaard – Den Helder)              | Rijdt van maandag t/m donderdag tot 20:00 uur tussen Alkmaar en Maastricht. Rijdt op vrijdag en in het weekend enkel tussen Alkmaar en Amsterdam Centraal. Tijdens de spits rijden 2 ritten in spitsrichting door van/naar Den Helder. Rijdt niet 's avonds na 20:00. Wordt na 20:00 uur, op vrijdag en in het weekend tussen Amsterdam Centraal en Maastricht vervangen door intercity 2900. |
| 3000  | Intercity (NS) | Nijmegen – Arnhem Centraal – Ede-Wageningen – Veenendaal-De Klomp – Driebergen-Zeist – Utrecht Centraal – Amsterdam Centraal – Zaandam – Alkmaar – Heerhugowaard – Den Helder | Veenendaal-De Klomp wordt alleen na 19:00 bediend door deze serie. |
| 4800  | Sprinter (NS)  | Amsterdam Centraal – Haarlem – Alkmaar – Heerhugowaard – Hoorn | Rijdt vanaf 20:00 uur één keer per uur tussen Alkmaar en Hoorn. |

## Bussen
Bij station Heerhugowaard zijn twee bushaltes: Heerhugowaard, Station en Heerhugowaard, Station Westzijde. Heerhugowaard, Station is een klein busstation op het stationsplein en Heerhugowaard, Station Westzijde is een bushalte aan de westzijde van het station. De buslijnen horen bij de concessie Noord-Holland Noord, welke in handen is van Connexxion. Lijn 407 wordt gereden onder de naam HugoHopper.
| Lijn | Route | Soort               | Halte bij station |
| ---- | --- | ------------------- | ----------------- |
| 162  | Alkmaar (Station, P+R Saturnusstraat) - Heerhugowaard (Zuid, Rivierenwijk, Station, Icaruslaan)           | Streekbus           | Station           |
| 407  | Heerhugowaard, Station - Noord-Scharwoude - Zuid-Scharwoude - Broek op Langedijk - Heerhugowaard, Station | Buurtbus/HugoHopper | Station Westzijde |
| 409  | Heerhugowaard, Station - Rustenburg - Ursem - Hensbroek - Obdam                                           | Buurtbus            | Station           |

## Vernieuwing
In december 2023 werd het station volledig vernieuwd. Hierbij werd het derde perronspoor verwijderd. Ook het stationsmeubilair werd volledig vernieuwd. De vernieuwingen waren in lijn met de herinrichting van de spoorwegovergang Zuidtangent. Onderaannemer Hegeman Bouw & Infra gaat in opdracht van ProRail en de gemeente Dijk en Waard in het najaar van 2024 met de bouw van een viaduct ter vervanging van de oude spoorwegovergang beginnen. Eveneens in 2023 werd begonnen met de voorbereidingen van de bouw van een nieuw rangeerterrein De Vaandel.

## Ontwikkeling aantal reizigers
Het aantal door NS vervoerde reizigers (per gemiddelde werkdag) ontwikkelde zich sedert 2019 als volgt:
| Jaar | Aantal reizigers |
| ---- | ---------------- |
| 2019 | 8.119            |
| 2020 | 4.010            |
| 2021 | 4.287            |
| 2022 | 5.588            |
| 2023 | 6.105            |
| 2024 | 6.198            |

## Afbeeldingen

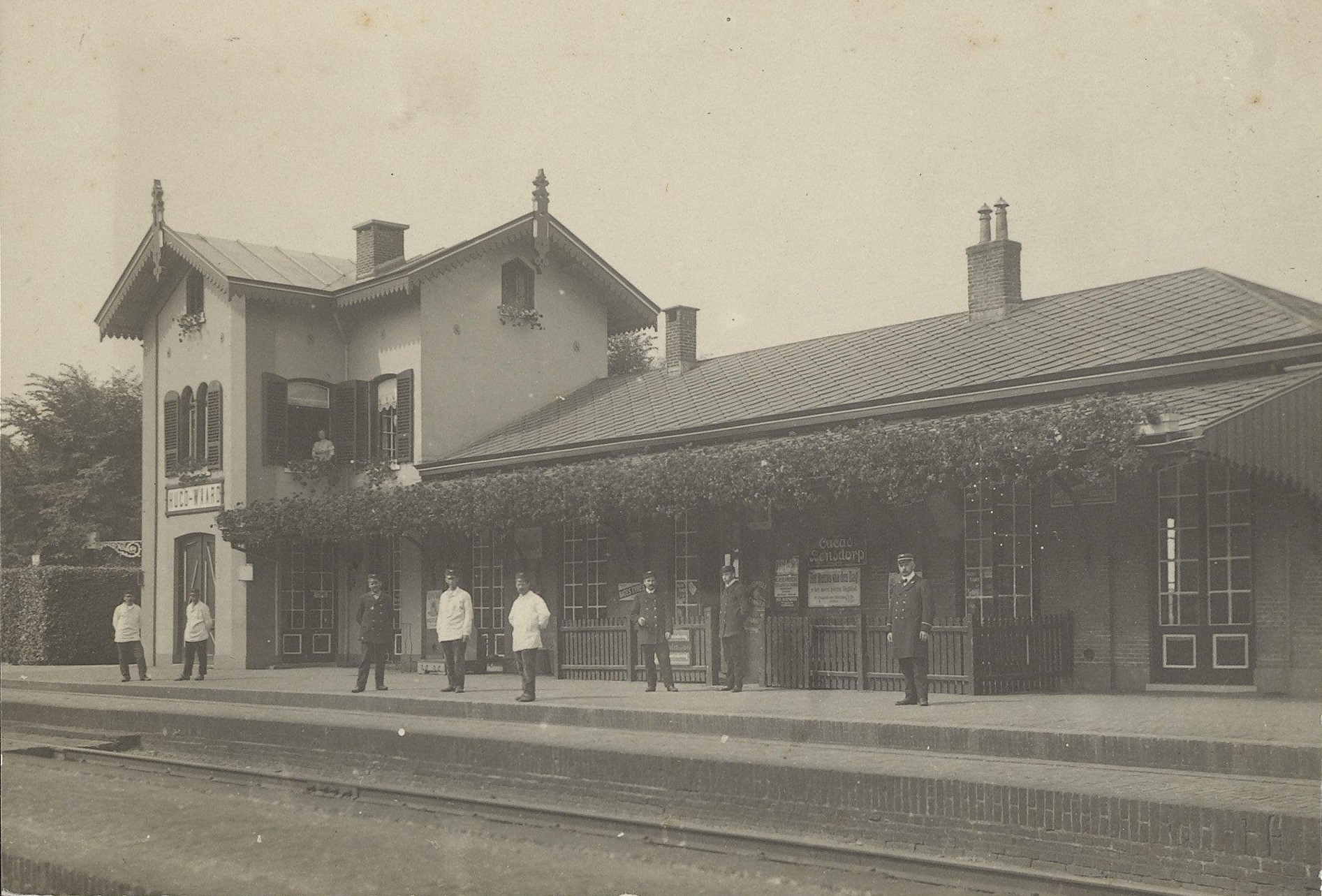
Station Heerhugowaard omstreeks 1880
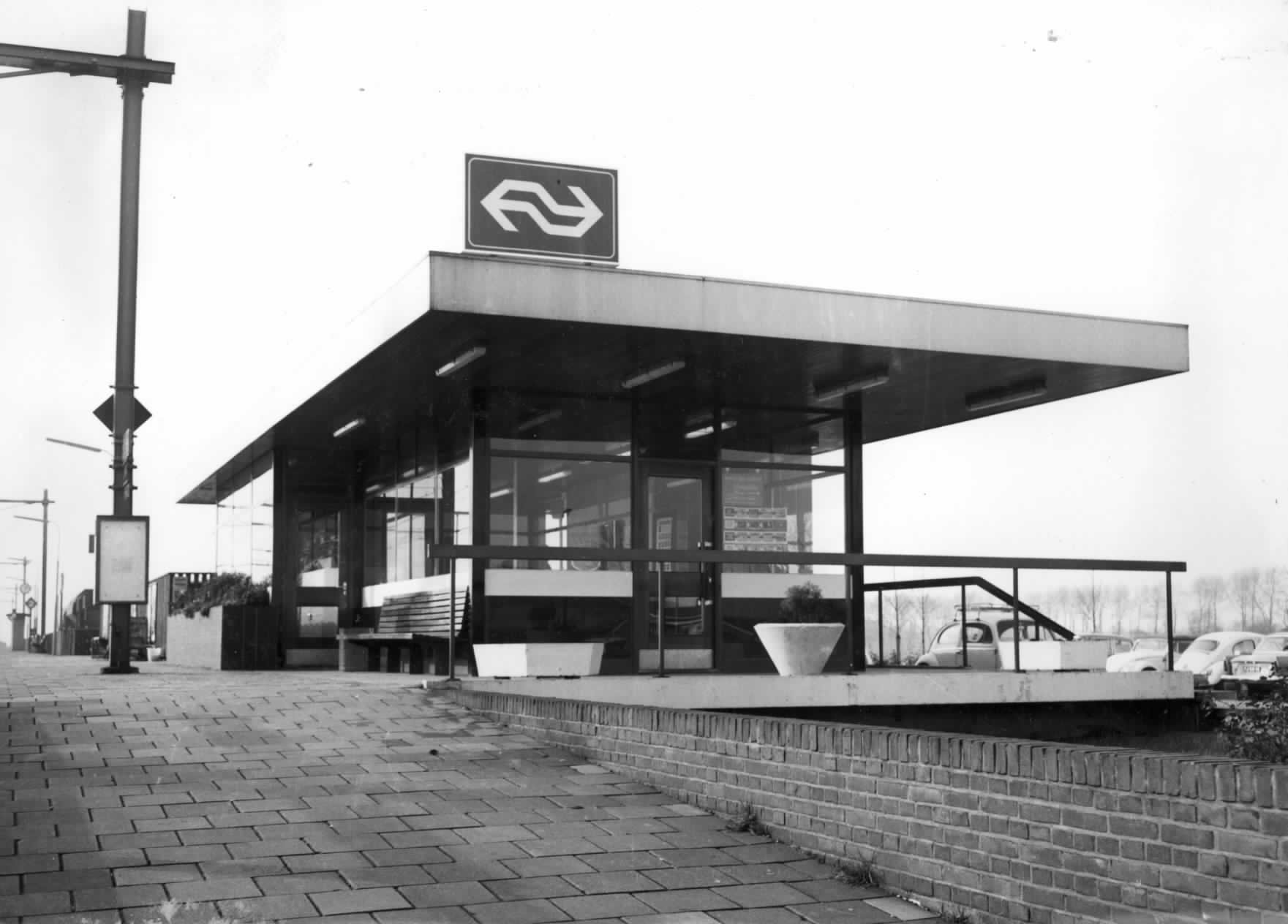
Het station in 1968
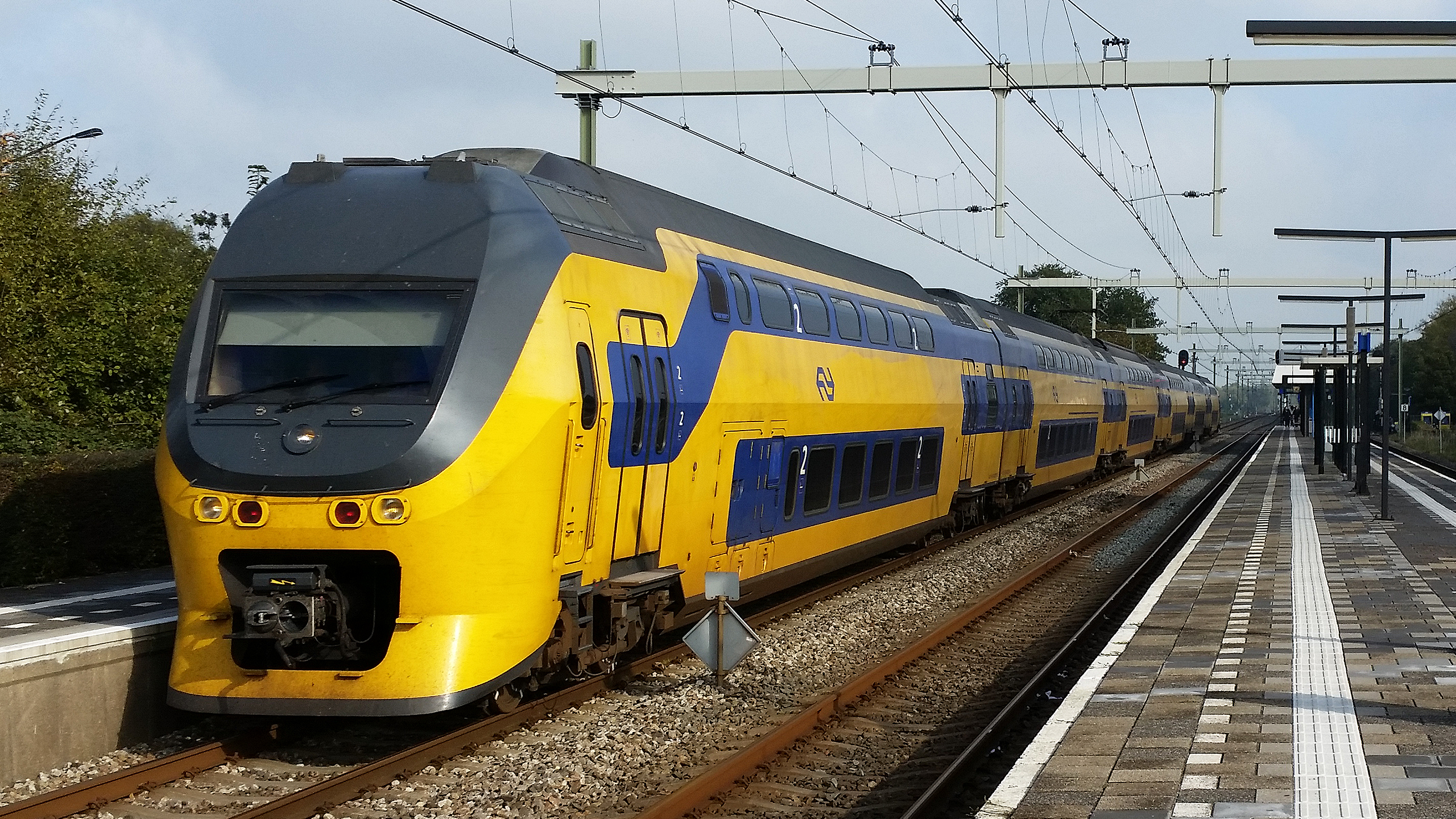
VIRM op het station
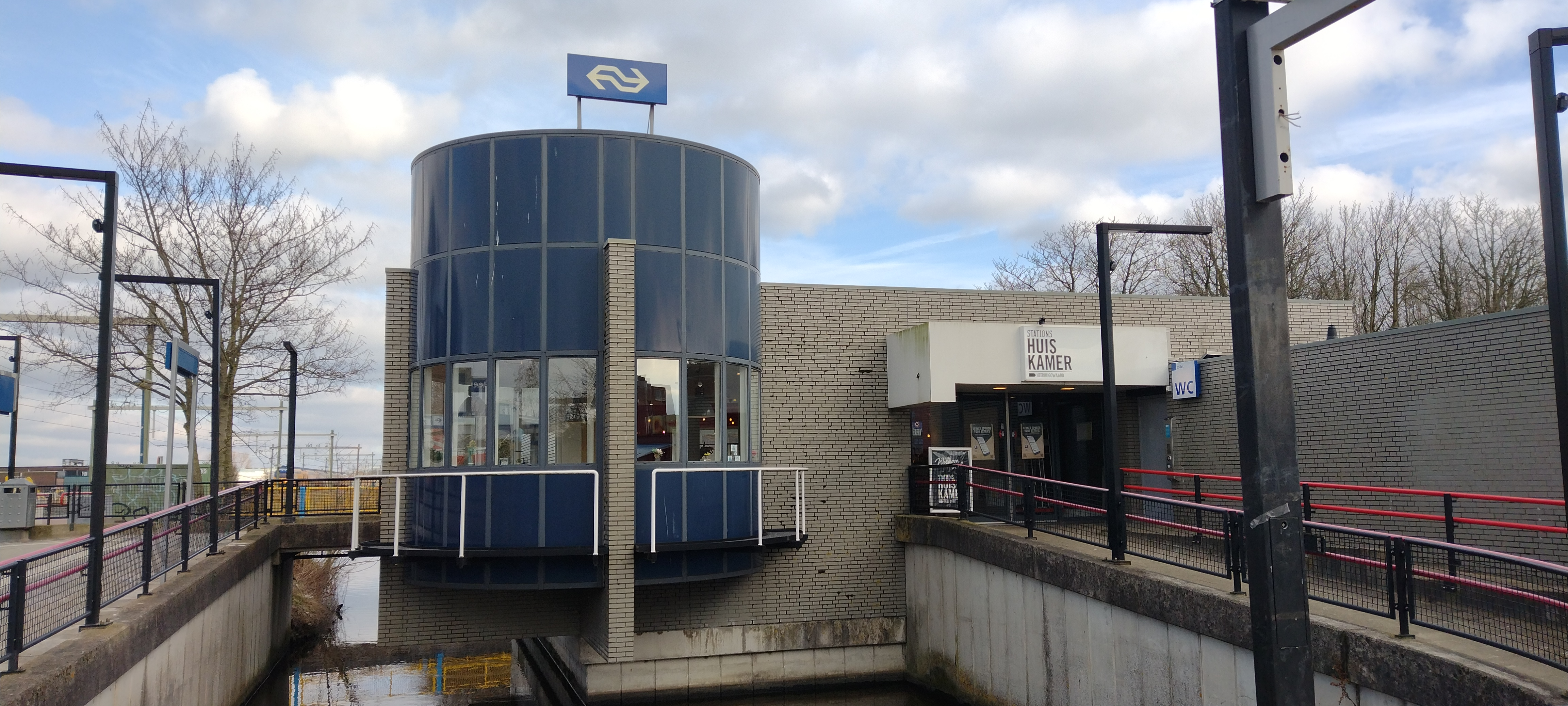
Stationshuiskamer
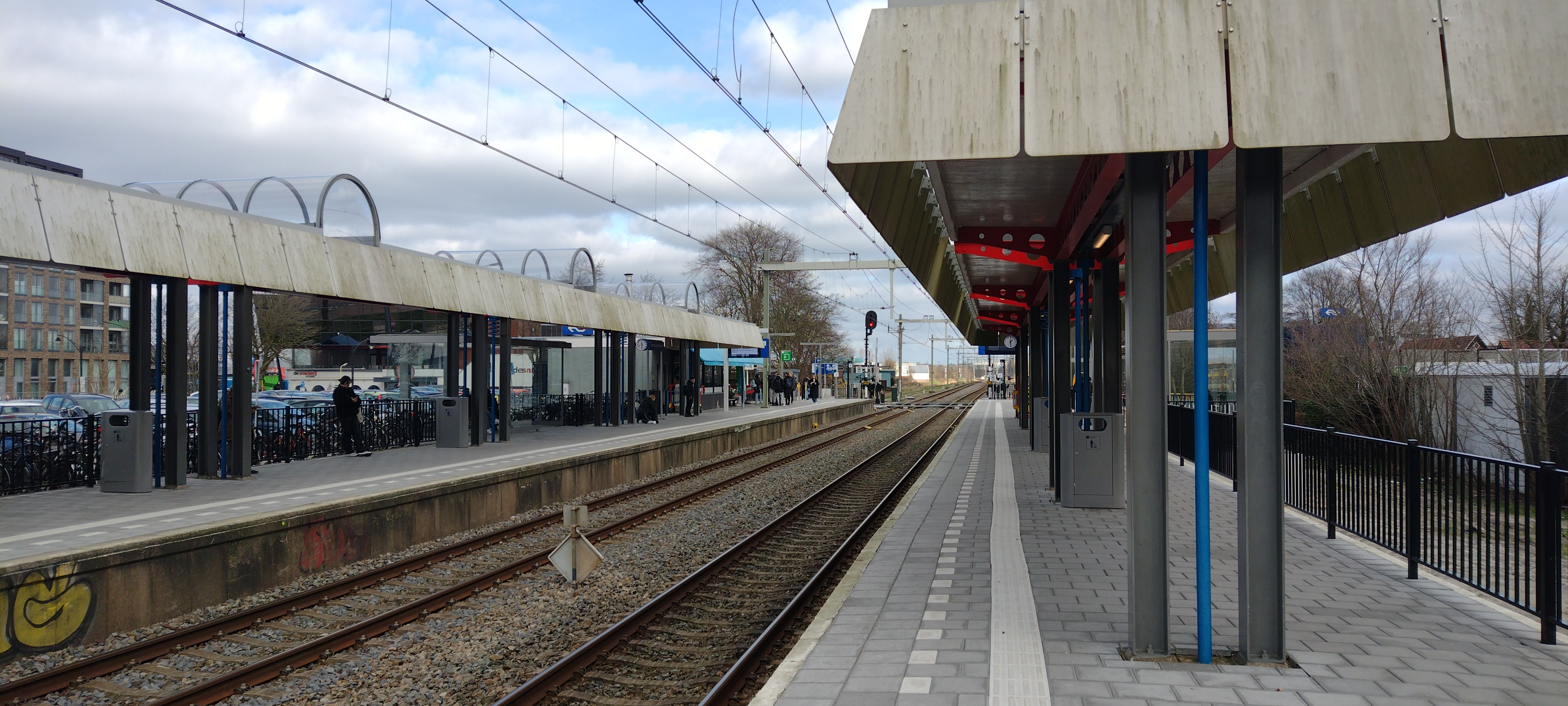
Perrons